# T14 tanque pesado
O tanque de assalto T14 foi um projeto conjunto entre os Estados Unidos e Reino Unido. O tanque T14 era para ser um projeto a ser compartilhado por ambos os países como um tanque de infantaria pesado.
O modelo piloto não foi produzido em 1944, altura em que o tanque britânico Churchill tinha estado em serviço por dois anos e melhorou muito ao longo do seu modelo inicial. O projeto T14 nunca chegou a ser concretizado. Esforços dos Estados Unidos trabalham em um tanque blindado igualmente bem, mas com uma velocidade mais alta para uso que não fosse para apoiar a infantaria condizida pelo Tanque Médio T20.

## Concepção e desenvolvimento

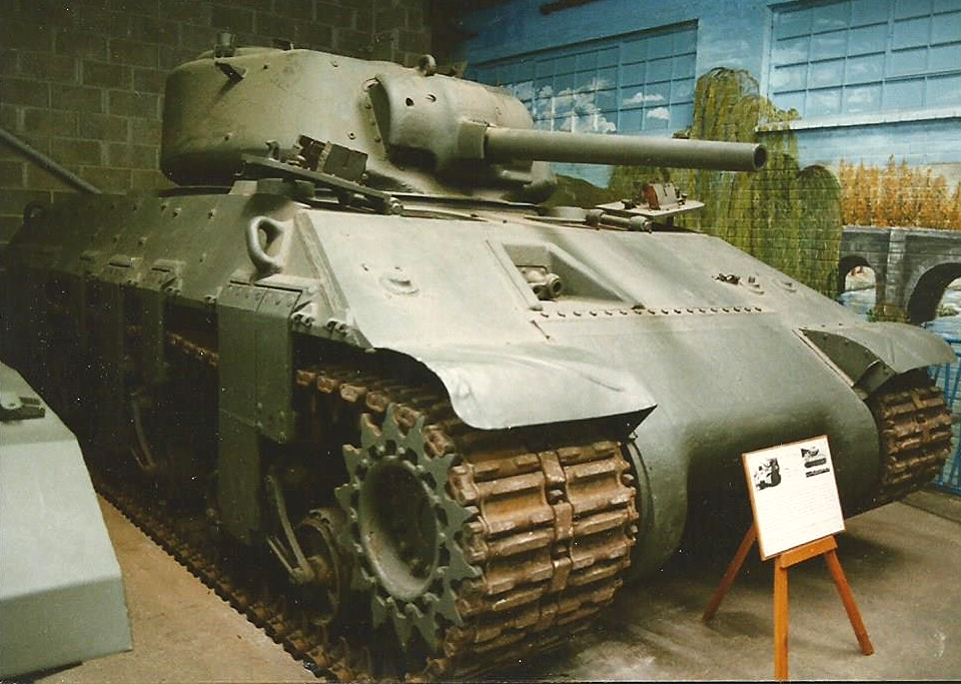
Tanque A14 dos Estados Unidos

Em 1941, o chefe do Departamento de Material Bélico dos Estados Unidos viajou para a Inglaterra para aprender com sua experiência, ideias e exigências para o futuro. Entre a discussão estava a possibilidade de criação de um veículo de combate bem armado e blindado, que era mais forte do que o tanque de infantaria britânico (A22), em seguida, em produção.
O projeto do tanque teria uma arma britânica QF 6-libras (57 mm) ou uma US 75 mm e compartilharia muitas partes com o M4 Sherman, mas com blindagem (aos 101 mm de espessura), duas vezes o da M4.
Os britânicos inicialmente ordenaram 8.500 modelos em 1942 que detalham o trabalho inicial do projeto. O teste do modelo piloto, que foi concluído em 1944, mostrou que o veículo era muito pesado para o uso prático. Por esta altura, o Exército Britânico estava satisfeito com o Churchill e seus projetos de tanques cruzadores e a produção do T14 foi interrompida. Apenas dois foram construídos; uma testada nos Estados Unidos e o outro enviado à Grã-Bretanha. O exemplar enviado para a Grã-Bretanha sobrevive no Museu do Tanque em Bovington. Os britânicos tinham desenvolvido o projeto do Tanque Pesado de Assalto A33 "Excelsior" com a mesma especificação que o T14, mas este também não entrou em serviço.